# Éditions Henry Lemoine
Les Éditions Henry Lemoine sont une entreprise française spécialisée dans l'édition d'œuvres musicales. Elle a toujours été détenue et dirigée par les descendants du fondateur. Fondée en 1772, sa longévité lui permet de faire partie de l'Association des Hénokiens.
Depuis 2007, les éditions Jobert sont une filiale des éditions Henry Lemoine ainsi qu'Hexamusic, qui a elle-même quatre filiales : Paul Beuscher, les éditions Van de Velde, les éditions Combre et l'édition Delrieu.

## Historique

### Antoine Marcel Lemoine
Antoine Marcel Lemoine compositeur, guitariste-virtuose et professeur créa sa maison d'éditions musicales A l'Espérance en 1772 au 556, rue de l'Échelle Saint-Honoré. Il faisait aussi office de marchand-dépositaire de musique et diffuseur des publications de ses confrères. Il fut également l'un des premiers éditeurs à avoir créé, dans son établissement, un système d'abonnement musical qui offrait à ses clients, grâce à une redevance annuelle, la possibilité de consulter et d'emprunter : « toutes les partitions, tant anciennes que nouvelles, qui paraissent sur différents théâtres, ainsi que de la musique vocale et instrumentale ».
Après avoir déménagé entre 1806 et 1807, pour s'installer 3, rue des Boucheries Saint-Honoré, Antoine Marcel Lemoine semble avoir cessé toute activité éditoriale en 1811. Son fils aîné, François, assura sa succession à la tête du magasin à partir de 1812 (1re annonce relevée au nom de ce dernier, dépôt légal du 2 juillet 1812). Ce fut d'abord François Lemoine qui racheta son fonds, puisqu'à partir de 1815 celui-ci se présentait comme « Lemoine aîné, successeur de son père, éditeur de musique », puis Henry Lemoine assura cette succession.
Antoine Marcel Lemoine mourut le 10 avril 1816, dans le 4e arrondissement de Paris, au 14, rue d'Angivillier. Sa succession fut évaluée à 919 francs. Il laissait deux fils, François et Henri Antoine, qui tous deux furent éditeurs. Son troisième fils, Bruno, avait été tué en 1807 au cours d'une campagne napoléonienne.

### François Lemoine, dit Lemoine aîné
Dès juillet 1812, les enregistrements d'œuvres au dépôt légal sont effectués au nom de François Lemoine. Son adresse était identique à celle occupée par son père (3, rue des Boucheries Saint-Honoré). En 1815, il avait déménagé et demeurait 21, rue de Richelieu, où il ne resta qu'un an. En août 1816, il partageait la maison qu'occupait son frère cadet, 9, rue de l'Échelle Saint-Honoré. Il y demeura jusqu'en novembre 1822.
Une interruption de cinq ans a marqué ensuite son activité éditoriale. En revanche, c'est le nom de son jeune frère, Henry, qui apparut à la place du sien, à partir de 1817. Un accord fut vraisemblablement conclu entre les deux frères après la mort de leur père en 1816. Fut-ce une vente ? Fut-ce une cession à l'amiable ? Faute d’avoir retrouvé l'acte. À partir de 1817, c'est Henry Lemoine qui fut en possession du fonds musical de son père, enrichi des ouvrages publiés par son frère François de 1812 et 1816.
Le 9 novembre 1822, il signe l'acte de vente qui lui conférait la propriété du fonds de Jacques-Georges Cousineau en indiquant « chanteur de la Chapelle du Roi ». Après son décès, son fonds fut estimé pour la modeste somme de 3 534 francs (Inventaire après décès du 12 juillet 1839, reçu par Me Cahouet, notaire). Sa femme, Constance Berger assura sa succession pendant les dix années suivantes.

### Henri Antoine Lemoine, dit Henry Lemoine (1786-1854)
Fils cadet d'Antoine Marcel Lemoine, Henry Lemoine fit des études musicales approfondies (élève de Le Sueur, puis de Reicha), compositeur, pianiste, il devint un professeur de piano très réputé, profession qu'il mena de pair avec celle d'éditeur de musique, à partir de 1817.
Lorsque son frère François abandonna provisoirement le commerce de l'édition, après la mort de leur père, en 1816, il prit sa succession à la tête du magasin paternel. Il s'appuya sur l'aide de deux associés : Adolphe Adam, qui avait été son élève et Charles Chaulieu. Il fonda avec ceux-ci une société, elle prit pour raison sociale Lemoine & Cie jusqu'en 1820 ou 1821. Henry Lemoine demeura seul à la tête de son établissement jusqu'en 1851. Entre 1825 et 1827, il acquit le fonds de l'éditeur Omont. On trouve mention de cet achat sur la page de titre de son catalogue daté de 1827. En 1837, ses affaires ayant prospéré, il ouvrit un dépôt à Genève, dont il confia la gestion à Gérard Grast.
En 1846, au moment du décès de sa femme, Alexandrine Bondin, son fonds fut estimé par Jules Colombier et François Chabal à 117 294 francs. Huit ans plus tard, il avait encore augmenté et atteignait la somme de 140 000 francs.
Devenu aveugle, il fut assisté, trois ans avant sa mort, par son fils Achille. Le 26 juin 1851, il fonda avec lui une société, sous la raison sociale Henry Lemoine & fils qui figura sur les éditions ou les catalogues Lemoine seulement entre 1851 et 1855. Ensuite, après la mort de son père, Achille Lemoine publiera sous le nom de « Henry Lemoine » jusqu'en 1885.
Henry Lemoine mourut le 18 mai 1854, laissant à son fils Achille et aux enfants de sa fille, Elisa Roquancourt (morte en 1838), une succession de 316 679 francs à se partager.

### Achille Philibert Lemoine (1813-1895)
Achille Lemoine abandonna les activités de compositeur, pianiste et professeur de piano, pour se consacrer exclusivement à l'édition à partir de juin 1851. Esprit actif et entreprenant, il dota son entreprise d'importants moyens techniques et de nouveau locaux. En 1867, il acheta un hôtel particulier situé 17, rue Pigalle, qu'il transforma, en confiant à l'architecte de l'Hôtel-Dieu, Arthur Stanislas Diet, le soin de créer tout un complexe éditorial autonome, avec une imprimerie, une fonderie (pour les planches d’étain), des ateliers de gravure et de tirage, avec des presses mécaniques adaptées aux tirages élevés, des ateliers de brochure, etc. En 1877, il abandonna définitivement son magasin de détail situé 256, rue Saint-Honoré, regroupant la totalité de ses services au 17, rue Pigalle.
Indépendamment de ses propres publications, il enrichit son fonds d'une partie de celui de l'éditeur Schonenberger ainsi que de quelques ouvrages du fonds Brandus. C'est au cours d'une vente aux enchères, qu'il acquit quatre opéras de Jacques-Fromental Halévy (La Juive, La Reine de Chypre, Les Mousquetaires de la Reine, l'Eclair). C'est également dans une vente sur adjudication qu'il devint propriétaire du fonds Schonenberger. Parmi la liste des ouvrages dont il venait de prendre possession figuraient : le Traité d'instrumentation et d'orchestration de Hector Berlioz, un opéra de Giuseppe Verdi, Nabuchodonosor, une collection de musique religieuse importante, les droits de propriété sur le titre Le Panthéon des pianistes, etc.
En 1885, Achille Lemoine ouvrit une succursale à Bruxelles, 25, rue de la Régence. Dès 1871, il était secondé par son fils, Henry-Félicien. En décembre 1862, il lança avec celui-ci un journal, Le Monde artiste qui allait durer jusqu'en 1914. En 1873, Achille Lemoine qui avait participé à l'Exposition universelle de Vienne, obtint la grande médaille d'or.
En 1885, ses autres fils, Gaston Auguste, Léon Lucien, Achille Georges, rejoignirent leur frère Henry Félicien. Une société en nom collectif fut créée pour dix ans, le 15 juillet 1885, Lemoine & fils. Un mois avant le décès d'Achille, dans sa propriété de Sèvres, de nouvelles conventions furent passées entre les associés ; Henri Félicien et Léon-Lucien furent nommés gérants d'une nouvelle société, établie devant maître Olagnier, notaire, le 28 juin 1895. La raison sociale devint Henry Lemoine et Cie. Le capital social fut estimé à 500 000 francs. En 1900, les statuts furent à nouveau légèrement modifiés, un ami de la famille, Louis Gorand, entra dans la société et occupa les fonctions de cogérant, jusqu'en 1920. Il fut remplacé ensuite par le fils de Gaston Lemoine, Henry-Jean. Ce dernier devint seul gérant en 1924 de la société Henry Lemoine & Cie.

### Henri Jean Lemoine
Henri Jean réussit à donner une nouvelle impulsion grâce à une considérable diffusion dans le monde entier d’éditions en langues étrangères : anglais, espagnol, portugais, grec, etc. sans compter les contrefaçons en chinois, russe et arabe. 
En 1946, Henry-Jean partage la gérance de la maison Lemoine avec son cousin André Lemoine. En 1956, ils sont rejoints par Max Lemoine, fils de Henry-Jean.

### Max Lemoine
Cette période voit le renouvellement du catalogue pédagogique, renouvellement associé à l’essor des conservatoires et écoles de musique en France : sont alors publiés les méthodes de flûte de Pierre-Yves Artaud, méthodes de saxophone de Jean-Marie Londeix, ouvrages de Noël-Gallon et F. Fontaine qui feront par la suite l'objet d'éditions étrangères. Lorsque Max Lemoine prend sa retraite en 1987, c'est au tour de son fils, Pierre, de reprendre la présidence.

### Pierre Lemoine
En 1998, Édition Delrieu, fondée en 1898, principalement axée sur les publications pour le violoncelle, rejoint les Éditions Henry Lemoine.
En 2002, les Éditions Van de Velde, fondées en 1899, rejoignent le groupe. 
En 2007, Pierre Lemoine reprend les Éditions Jobert, fondées en 1921, qui possèdent dans leurs catalogues les fonds Costallat, Richault et Éditions musicales du Marais. Elles publient entre autres, certaines œuvres de Claude Debussy, Maurice Ohana, Philippe Boesmans, Tôn-Thât Tiêt ou Yann Robin.
En 2010, les Editions Lemoine rachètent les Editions Musicales Combre.
Depuis vingt-cinq ans, le catalogue s'est ouvert à une nouvelle génération de compositeurs tels que Hugues Dufourt, Tristan Murail, Michaël Levinas, Édith Canat de Chizy, Ichiro Nodaira, Jean-Marc Singier, Philippe Hurel, Michael Jarrell et Gérard Pesson, ainsi qu'à de jeunes compositeurs comme Brice Pauset, Régis Campo ou Bruno Mantovani.
Les Editions Henry Lemoine ont également confirmé leur rôle de spécialiste de la pédagogie musicale. Parmi les ouvrages de formation musicale et les méthodes instrumentales, notons qu'aux déjà anciens recueils de pièces classiques sélectionnées et classées par difficulté Les classiques favoris du piano se sont ajoutés la très populaire Méthode de piano de Charles Hervé et Jacqueline Pouillard, la méthode Le piano arc-en-ciel de Chantal Muller-Simmerling, la Théorie de la Musique de Marie-Alice Charritat, et plus récemment la Méthode de Boogie de Sébastien Troendlé, la version française de la Méthode de Lang Lang et celle de l'Etude de l'orchestration de Samuel Adler.